# Вовк сицилійський
Вовк сицилійський (Canis lupus cristaldii) — вимерлий підвид сірого вовка, що існував на Сицилії. Вимер у XX столітті. Описаний у 2018 році з музейних зразків.

## Опис

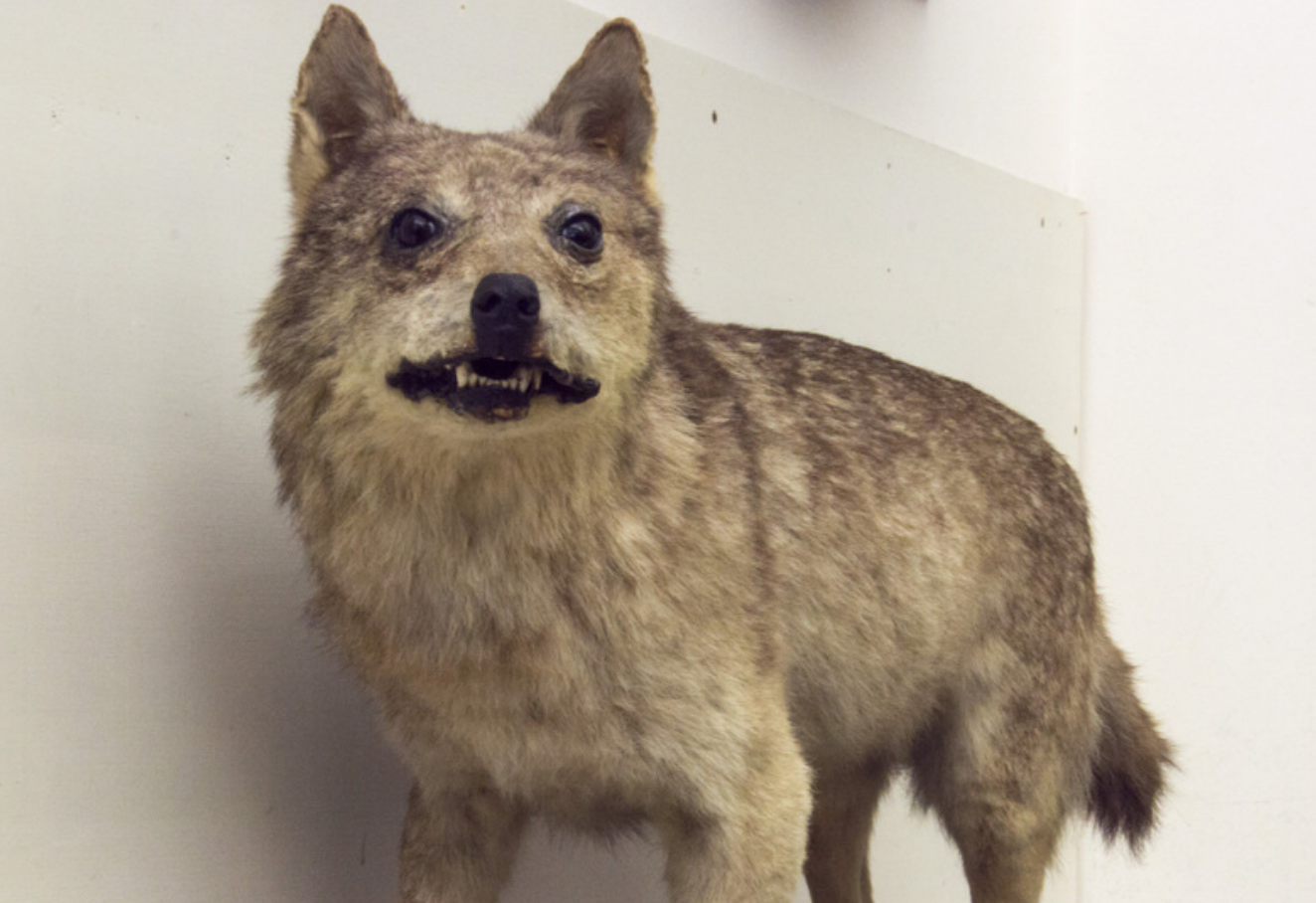
Збережений зразок у колекції Музею зоології П'єтро Додерлейна (Museo di zoologia Pietro Doderlein)

Сицилійський вовк був меншим за італійського вовка (Canis lupus italicus) та мав світліше забарвлення хутра. Темна смуга на передніх кінцівках, яка характерна для італійського підвиду, в сицилійського відсутня. Тіло сягало 105,8-109,1 см завдовжки та 65–66,9 см заввишки в плечах.

## Поширення та вимирання
Вовк колонізував Сицилію приблизно 21,5—20 тис. років тому через тимчасовий сухопутний міст. Його занепад, ймовірно, почався в пізній норманський період, коли вимерла його копитна здобич. Підвид вимер у 20 столітті, але точна дата вимирання невідома. Вважається, що останній вовк був убитий у 1924 році поблизу Беллолампо, хоча є повідомлення про подальші відлови між 1935 і 1938 роками, всі в околицях Палермо. Також повідомляється про декілька фактів спостережень у 1960 та 1970 роках.
У 2018 році експертиза голотипу — змонтованого екземпляра і його черепа, що зберігається в Музеї природної історії Фіренції — і трьох інших підтвердила морфологічну відмінність сицилійського вовка, а дослідження мтДНК, отриманої з зубів кількох черепів, показало, що цей підвид має унікальний гаплотип, відмінний від італійського вовка.
У 2019 році дослідження мтДНК показало, що сицилійський вовк та італійський вовк тісно пов'язані між собою та утворюють «італійську кладу», базальну для всіх інших сучасних вовків, за винятком гімалайського вовка та японського вовка, що вже вимер. Дослідження вказує на те, що генетичне розходження між двома лініями сталося 13 400 років тому. Цей час відповідає періоду існування останнього сухопутного мосту між Сицилією та південно-західним берегом Італії, який був затоплений наприкінці пізнього плейстоцену, утворивши Мессінську протоку.
Інше дослідження 2019 року підтвердило, що цей вовк генетично пов'язаний з італійськими вовками, вовками пізнього плейстоцену, а один екземпляр мав «вовчий» гаплотип мтДНК, якого раніше не виявляли.